# Monastero di Sant'Antonio Abate
Il monastero di Sant'Antonio Abate si trova ad Eboli ed è retto dalle monache benedettine.

## Storia
Sebbene il Monastero delle Monache Benedettine di Eboli risalga al 1503 ne esistono citazioni già dal 1273. Allora infatti il convento con la chiesa, la vigna, la terra coltivata e incolta fu venduto all'Abate della Santissima Trinità di Cava. I Benedettini di Cava concessero il complesso ad un Ordine religioso femminile, documentato per la prima volta il 3 febbraio 1327. Quest'ordine aveva allora una badessa appartenente alle Clarisse e rimase delle Clarisse fino al 1503 con la badessa Antonia Curiale.  Dal 1503 in poi le monache lasciarono l'ordine delle Clarisse per prendere l'abito benedettino. Tra il 1500 e il 1600 la situazione economica era difficile, fino a divenire disastrosa. A causa della peste del 1656 anche le benedettine vennero colpite. Ne rimasero soltanto tre che morirono in seguito nel 1681. 
Nel 1699, dopo un riassetto dei beni e delle finanze, il monastero venne ripristinato. La nuova comunità pur piccola, con soltanto 4 monache, era molto attiva. Sotto la guida della badessa donna Clara Pasca si consolidava la situazione economica e le donazioni continuarono per tutto il Settecento e fino alla prima parte dell'Ottocento. Con le leggi napoleoniche il monastero passa al Comune e nel 1861 viene soppresso con Regio Decreto del 17 febbraio. Ma le monache non abbandonarono mai il luogo, l'edificio passò alla proprietà della Cassa Ecclesiastica di Napoli, detta Fondo Culto. Nel 863 il sindaco Gerardo Romano Cesareo protestò contro il Fondo Culto, facendo presente che il Monastero era di proprietà del Comune. 
La soppressione avvenne nel 1866, il locale passò al Fondo Culto insieme a tutte le sue rendite e ad ogni religiosa venne assegnata una pensione annua di lire 500. Le suppellettili vennero lasciate in custodia della Badessa Maria Gaetana Laviano e le monache restarono nel monastero. Il 21 marzo 1915 è stipulato l'atto di cessione del monastero da parte del Fondo Culto al Comune di Eboli che lo concede in uso alle monache. Le religiose che nel 1866 dimoravano nel monastero e avevano diritto alla pensione erano 26. Per cui l'introito annuo era di 13 000 lire. La situazione peggiorava quando nel 1890 le monache scesero a 14. Nel 1900 la pensione spettava soltanto a 10 monache. 
L'antico lavoro del ricamo, la produzione delle ostie e le doti delle monache non bastavano per cui nel 1912 chiesero a Mons. Valerio Laspro, arcivescovo di Salerno, di aprire una scuola di taglio e ricamo nella casetta adiacente al monastero, comprata nel 1907. Il 21 marzo 1913 si inaugurò la scuola di taglio, ma nel 1920, per la prematura morta della maestra donna Maria Metilde Ionchese venne chiusa. La riapertura avvenne molto tempo dopo nel 1951. Le religiose addette all'insegnamento sono sempre restate al di dentro dei limiti prescritti dalla clausura, ma la madre Badessa si fornisce dei permessi per autorizzare una religiosa ad andare nella casetta attigua adibita a sartoria. Il motivo della riapertura della scuola si riconduceva alla volontà di Pio XII , che chiese alle religiose di vita claustrale dopo gli anni sconvolgenti della guerra di impegnarsi nell'apostolato. 
Paolo VI dopo avere ascoltato i pareri di tutti i monasteri di clausura cambiò atteggiamento, facendoli ritornare alla vita contemplativa in solitudine e silenzio e l'8 dicembre 1966 si chiuse la scuola esterna e l'educandato. Da allora le monache cercarono di sostenersi tramite il lavoro: ricamo, produzione di ostie, fino al 1990 tipografia, ai tempi della Badessa donna Maria Margherita Monaco. Ma l'attività più redditizia nel monastero è certamente l'industria dell'apicoltura (dal 1947 fino ad oggi, con 70 alveari produzioni fino a 15 q.li di miele). Attualmente gli alveari sono curati da suor Maria Placida Rosati. Il 12 gennaio 1958 il Presidente della Repubblica Gronchi conferisce al monastero personalità giuridica, registrato l'11 febbraio 1958. Da allora le Benedettine si adoperano affinché il monastero divenga anche luogo di lavoro seguendo il motto benedettino: ora et labora. Dopo gli Uffizi divini, ogni monaca lavora per sostenersi e versando i contribuiti per la pensione assicura autonomia alla comunità.